# Hughes Medal

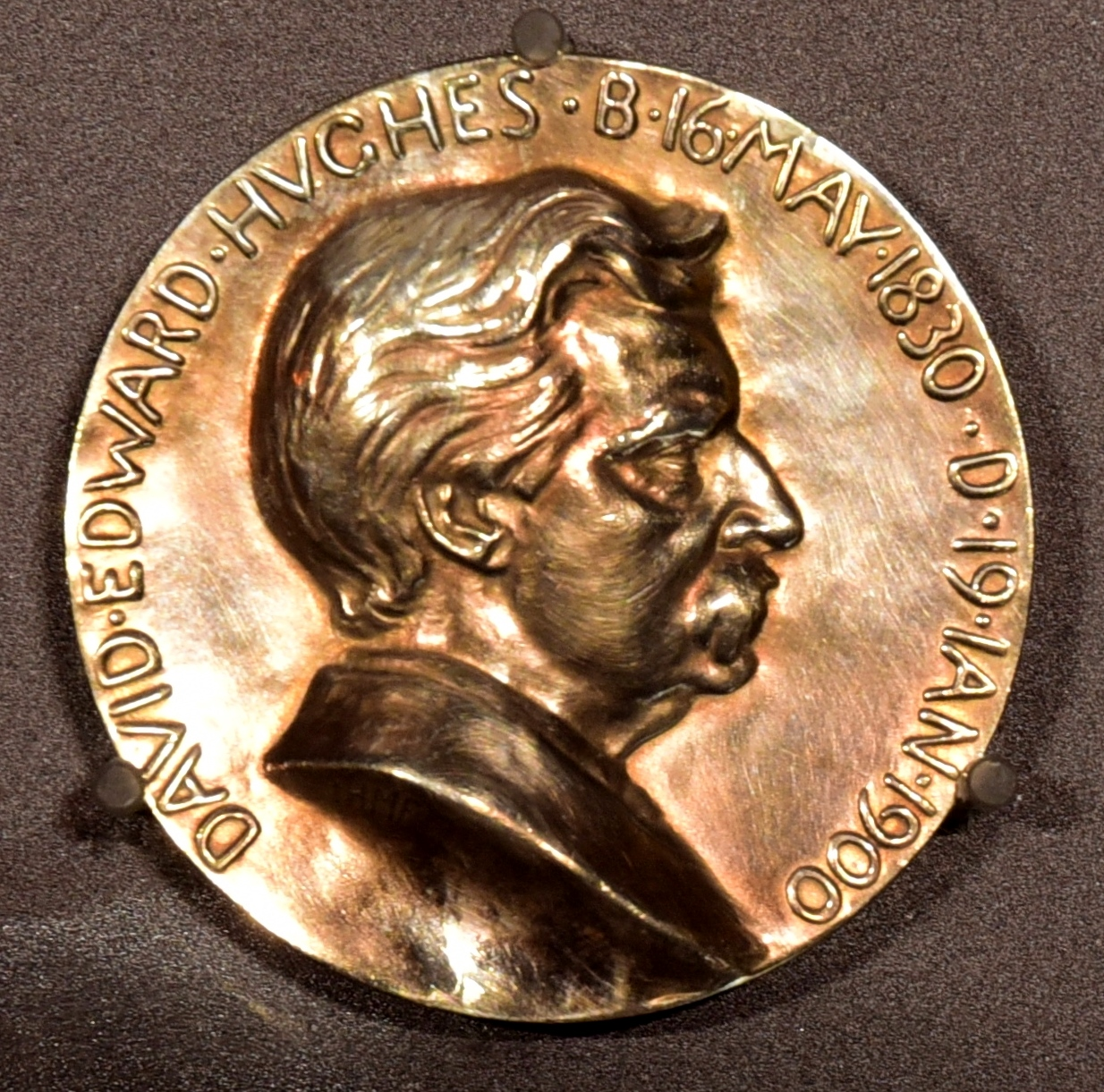
Awers Medalu Hughesa

Hughes Medal – wyróżnienie nadawane corocznie od 1902 r. przez Royal Society za oryginalne odkrycia dotyczące wytwarzania, magazynowania i wykorzystania energii; zostało nazwane dla uhonorowania Davida E. Hughesa – wynalazcy pierwszego telegrafu drukującego wiadomości z użyciem czcionek liter i cyfr (telegraf Hughesa).

## Charakterystyka
Kandydaci do wyróżnienia są rekomendowani radzie stowarzyszenia przez Physical Sciences Awards Committees, w skład którego wchodzą przedstawiciele różnych brytyjskich uniwersytetów (University of Cambridge, University of Oxford, University of York, Institute for Advanced Study, Princeton). Nominowani muszą być obywatelami krajów Wspólnoty Narodów lub Republiki Irlandzkiej albo osobami innych narodowości, ale mieszkającymi w wymienionych państwach od co najmniej trzech lat bezpośrednio poprzedzających nominację. O ile to możliwe nagradzani są naukowcy w początkowym lub środkowym okresie swojej kariery.
Medal, wykonany ze srebra, jest wręczany wraz z sumą £1000. Na awersie medalu znajduje się portret Davida E. Hughesa (profil) otoczony napisem: 
DAVID • EDVARD • HUGHES • B • 16 • MAY • 1830 • D • 19 • JAN • 1900 
Na rewersie znajduje się orzeł w locie, z piorunem w szponach, otoczony napisem:
ΦΡΟΝΤΙΔΟΣ ΤΕΛΕΣΦΟΡΟΝ ΣΕΛΑΣ
Pierwszym wyróżnionym był Joseph John Thomson (późniejszy laureat Nagrody Nobla w dziedzinie fizyki w 1906 r.) – odznaczony za prace dotyczące wyładowań elektrycznych w gazach. W roku 2013 medalem został uhonorowany Henning Sirringhaus, profesor Laboratorium Cavendisha, zajmujący się problemami półprzewodników organicznych i ich wdrażaniem (współzałożyciel Plastic Logic Ltd). Do roku 2013 czterokrotnie wyróżniono równocześnie dwóch naukowców (lata 1938, 1981, 1982 i 1988).
Wśród odznaczonych znajdują się ludzie związani z Polską:
- Frédéric Joliot-Curie (medal z roku 1947), asystent Marii Skłodowskiej-Curie i małżonek jej córki, Irène Joliot-Curie,
- George Isaak – astrofizyk urodzony w Polsce, w śląskiej Pilicy (medal z roku 1993)[7],
- Artur Ekert – polski fizyk (medal z roku 2007).

## Laureaci
Lista odznaczonych:
- 2024: Linda Faye Nazar
- 2023: Erwin Reisner
- 2022: Saiful Islam
- 2021: John Irvine
- 2020: Clare Grey
- 2019: Andrew Cooper
- 2018: James Durrant
- 2017: Peter Bruce
- 2015: George Efstathiou
- 2013: Henning Sirringhaus[4]
- 2011: Matthew Rosseinsky[8]
- 2010: Andriej Gejm
- 2008: Michele Dougherty[9]
- 2007: Artur Ekert[10]
- 2006: Michael J. Kelly[11]
- 2005: Keith Moffatt[12]
- 2004: John Clarke[13]
- 2003: Peter Edwards[14]
- 2002: Alexander Dalgarno[15]
- 2001: John Pethica[16]
- 2000: Chintamani N.R. Rao
- 1999: Alexander Boksenberg[17]
- 1998: Raymond Hide[18]
- 1997: Andrew R. Lang[19]
- 1996: Amyand David Buckingham[20]
- 1995: David Shoenberg[21]
- 1994: Robert G. Chambers[22]
- 1993: George Isaak[7]
- 1992: Michael J. Seaton[23]
- 1991: Philip Burton Moon[24]
- 1990: Thomas George Cowling
- 1989: John Stewart Bell[25]
- 1988: Archibald Howie[26] i Michael J. Whelan[27]
- 1987: Michael Pepper[28]
- 1986: Michael Woolfson[29][30]
- 1985: Tony Skyrme[31][32]
- 1984: Roy P. Kerr
- 1983: John Clive Ward[33]
- 1982: Drummond Matthews i Frederick Vine
- 1981: Peter Ware Higgs i Tom Kibble
- 1980: Francis James Farley[34]
- 1979: Robert J.P. Williams[35]
- 1978: William Cochran
- 1977: Antony Hewish
- 1976: Stephen Hawking
- 1975: Richard Dalitz
- 1974: Peter H. Fowler[36]
- 1973: Peter Hirsch[37]
- 1972: Brian David Josephson
- 1971: Robert Hanbury Brown[38]
- 1970: David Bates[39]
- 1969: Nicholas Kurti[40]
- 1968: Freeman Dyson
- 1967: Kurt Mendelssohn[41]
- 1966: Nicholas Kemmer[42]
- 1965: Denys Wilkinson[43]
- 1964: Abdus Salam
- 1963: Frederic Calland Williams[44]
- 1962: Brebis Bleaney[45]
- 1961: Alan Howard Cottrell[46]
- 1960: Joseph Lade Pawsey[47]
- 1959: Alfred Brian Pippard[48]
- 1958: Edward Andrade[49]
- 1957: Joseph Proudman[50]
- 1956: Frederick Lindemann
- 1955: Harrie S.W. Massey[51]
- 1954: Martin Ryle
- 1953: Edward Bullard[52]
- 1952: Philip Ivor Dee[53]
- 1951: Hendrik Anthony Kramers
- 1950: Max Born
- 1949: Cecil Frank Powell
- 1948: Robert Watson-Watt[54]
- 1947: Jean Frederick Joliot
- 1946: John Turton Randall[55]
- 1945: Basil F.J. Schonland[56]
- 1944: George Ingle Finch[57]
- 1943: Marcus Laurence Elwin Oliphant
- 1942: Enrico Fermi
- 1941: Nevill Francis Mott
- 1940: Arthur Compton
- 1939: George Thomson
- 1938: John Douglas Cockcroft i Ernest Walton
- 1937: Ernest Orlando Lawrence
- 1936: Walter Schottky
- 1935: Clinton Joseph Davisson
- 1934: Karl Manne Georg Siegbahn
- 1933: Edward Victor Appleton
- 1932: James Chadwick
- 1931: William Lawrence Bragg
- 1930: Venkata Raman
- 1929: Hans Geiger
- 1928: Maurice de Broglie
- 1927: William Coolidge[58]
- 1926: Henry Jackson[59][60]
- 1925: Frank Edward Smith[61]
- 1923: Robert Millikan
- 1922: Francis William Aston
- 1921: Niels H.D. Bohr
- 1920: Owen Willans Richardson
- 1919: Charles Chree[62]
- 1918: Irving Langmuir
- 1917: Charles Glover Barkla
- 1916: Elihu Thomson
- 1915: Paul Langevin
- 1914: John S. Townsend[63]
- 1913: Alexander Graham Bell
- 1912: William Duddell[64]
- 1911: Charles Thomson Rees Wilson
- 1910: John Ambrose Fleming
- 1909: Richard Glazebrook[65]
- 1908: Eugen Goldstein
- 1907: Ernest Griffiths[66]
- 1906: Hertha Marks Ayrton
- 1905: Augusto Righi[67]
- 1904: Joseph Wilson Swan
- 1903: Johann Wilhelm Hittorf
- 1902: Joseph John Thomson

## Medal Hughesa a Nagroda Nobla
Wśród laureatów Medalu znalazły się dziesiątki noblistów, na przykład:
- 1902: Joseph John Thomson (nobel 1906),
- 1911: Charles T.R. Wilson (nobel 1927),
- 1917: Charles Glover Barkla (nobel 1917),
- 1918: Irving Langmuir (nobel 1932),
- 1920: Owen Willans Richardson (nobel 1928),
- 1921: Niels H.D. Bohr (nobel 1922),
- 1923: Robert Millikan (nobel 1923),
- 1930: Venkata Raman (nobel 1930),
- 1931: William Lawrence Bragg (nobel 1915),
- 1932: James Chadwick (nobel 1935),
- 1933: Edward Victor Appleton (nobel 1947),
- 1934: Karl Manne Georg Siegbahn (nobel 1924),
- 1935: Clinton Joseph Davisson (nobel 1937),
- 1937: Ernest Orlando Lawrence (nobel 1939),
- 1938: John Douglas Cockcroft i Ernest Walton (nobel 1951),
- 1939: George Thomson (nobel 1937),
- 1940: Arthur Compton (nobel 1927),
- 1941: Nevill Francis Mott (nobel 1977),
- 1947: Jean Frederick Joliot (nobel 1935),
- 1949: Cecil Frank Powell (nobel 1950),
- 1950: Max Born (nobel 1954),
- 1954: Martin Ryle (nobel 1974),
- 1964: Abdus Salam (nobel 1979),
- 1972: Brian David Josephson (nobel 1973),
- 1977: Antony Hewish (nobel 1974),
- 1981: Peter Ware Higgs (nobel 2013),
- 2010: Andriej Gejm (nobel 2010).